# Comté de Broome (New York)
Pour les articles homonymes, voir Comté de Broome.
Le comté de Broome (en anglais : Broome County) est l'un des 62 comtés de l'État de New York, aux États-Unis. Le siège de comté est Binghamton, qui est également la ville principale.

## Géographie
Le comté couvre une superficie de 1 852 km2 — dont 23 km2 d'eau.

## Histoire
Ce comté a été nommé en l'honneur de John Broome, un lieutenant-gouverneur en 1806 lors de la création du comté.

## Population
La population du comté s'élevait à 198 683 habitants au recensement de 2020.
| Groupe                           | Comté de Broome | New York | États-Unis |
| -------------------------------- | --------------- | -------- | ---------- |
| Blancs                           | 87,96           | 65,8     | 72,4       |
| Afro-Américains                  | 4,8             | 15,9     | 12,6       |
| Asiatiques                       | 3,5             | 7,3      | 4,8        |
| Métis                            | 2,5             | 3,0      | 2,9        |
| Autres                           | 1,0             | 7,5      | 6,4        |
| Amérindiens                      | 0,2             | 0,6      | 0,9        |
| Total                            | 100             | 100      | 100        |
|                                  |                 |          |            |
| Hispaniques et Latino-Américains | 3,4             | 17,6     | 16,7       |

## Transport
L'aéroport du grand Binghamton se trouve a proximité de la ville de Maine (New York).

## Enseignement
L'Université d'État de New York à Binghamton est située dans le comté.